# Coulombiers (Vienne)
 Coulombiers  es una población y comuna francesa, situada en la región de Poitou-Charentes, departamento de Vienne, en el distrito de Poitiers y cantón de Lusignan.

## Demografía
| 639 | 670 | 724 | 919 | 962 | 1017 |
| Para los censos de 1962 a 1999 la población legal corresponde a la población sin duplicidades (Fuente: INSEE [Consultar]) |     |     |     |     |      |